# Windepijlstaart
De windepijlstaart (Agrius convolvuli) is een vlinder uit de familie van de pijlstaarten (Sphingidae).

## Kenmerken
De twee rode plukjes haar net onder de thorax zijn het beste kenmerk van deze soort. Zijn voorvleugels en ondervleugels zijn voor het grootste deel grijs, de ondervleugels zijn echter meestal gekleurd met lichtroze strepen. Zijn staart is roze met zwarte dwarsbanden en een dikke grijze streep in het midden. De windepijlstaart is een grote vlinder met een spanwijdte van 90–130 mm. De windepijlstaart valt op door zijn tong, die wel 15 cm lang kan zijn.

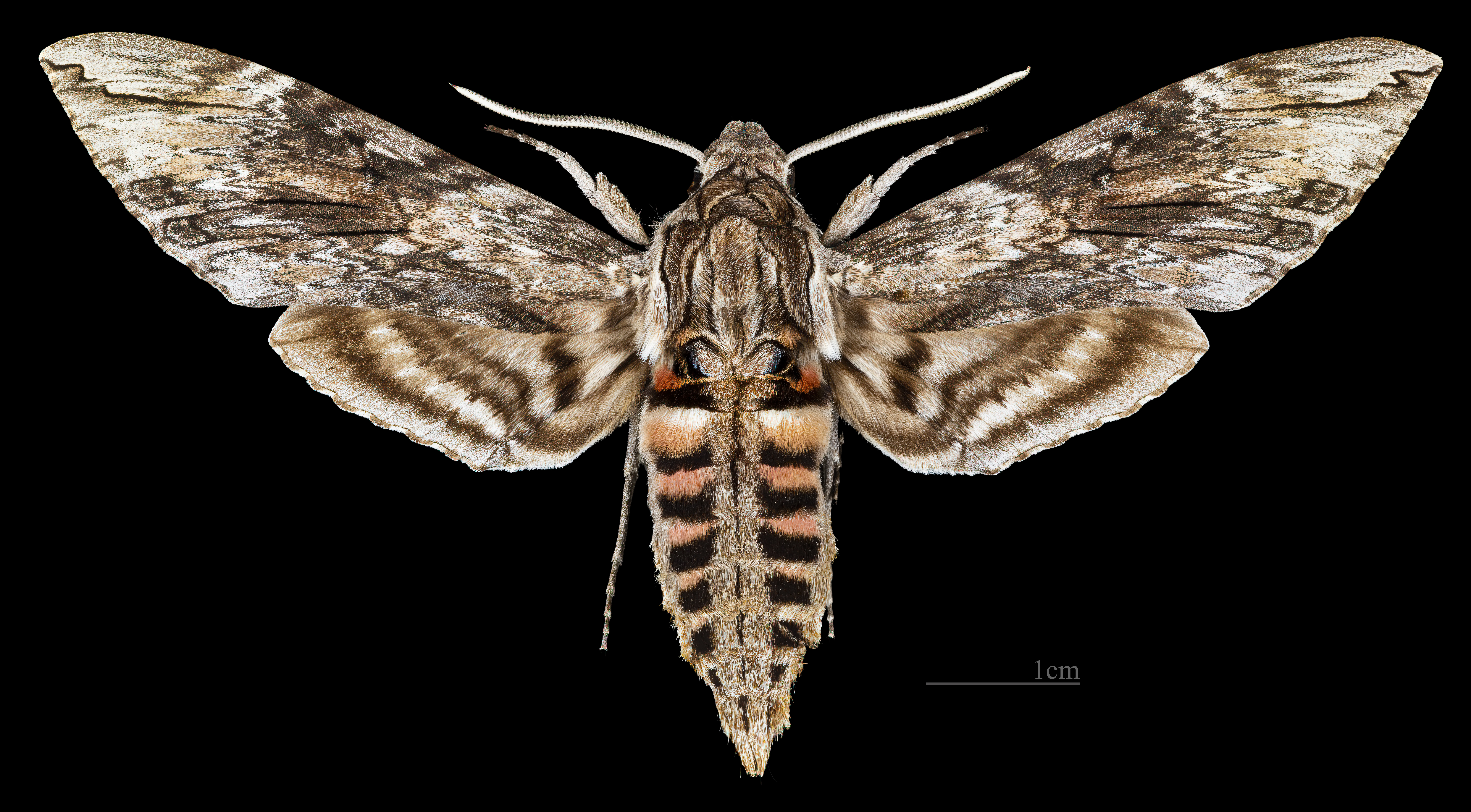
♂
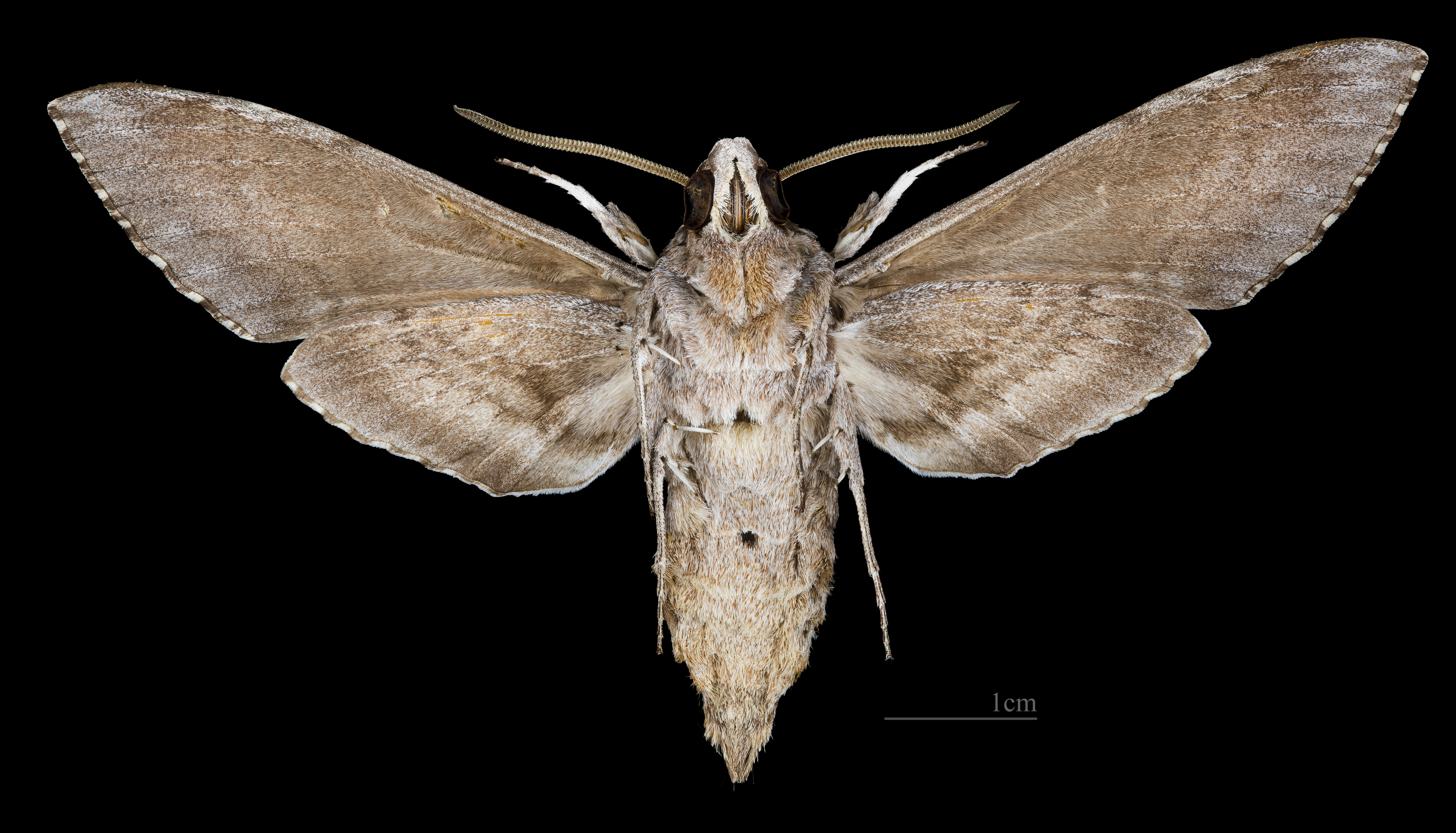
♂ △
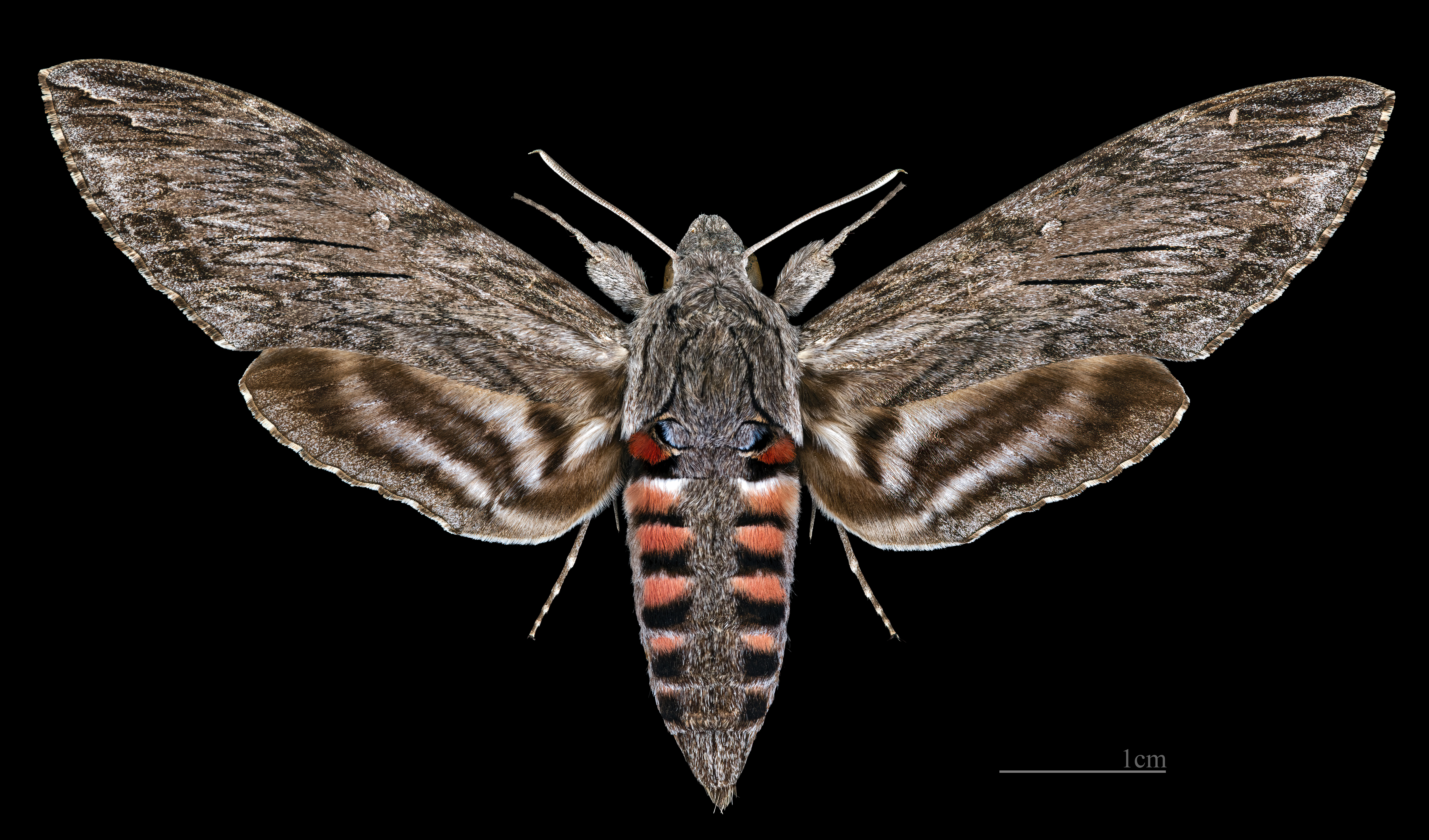
♀
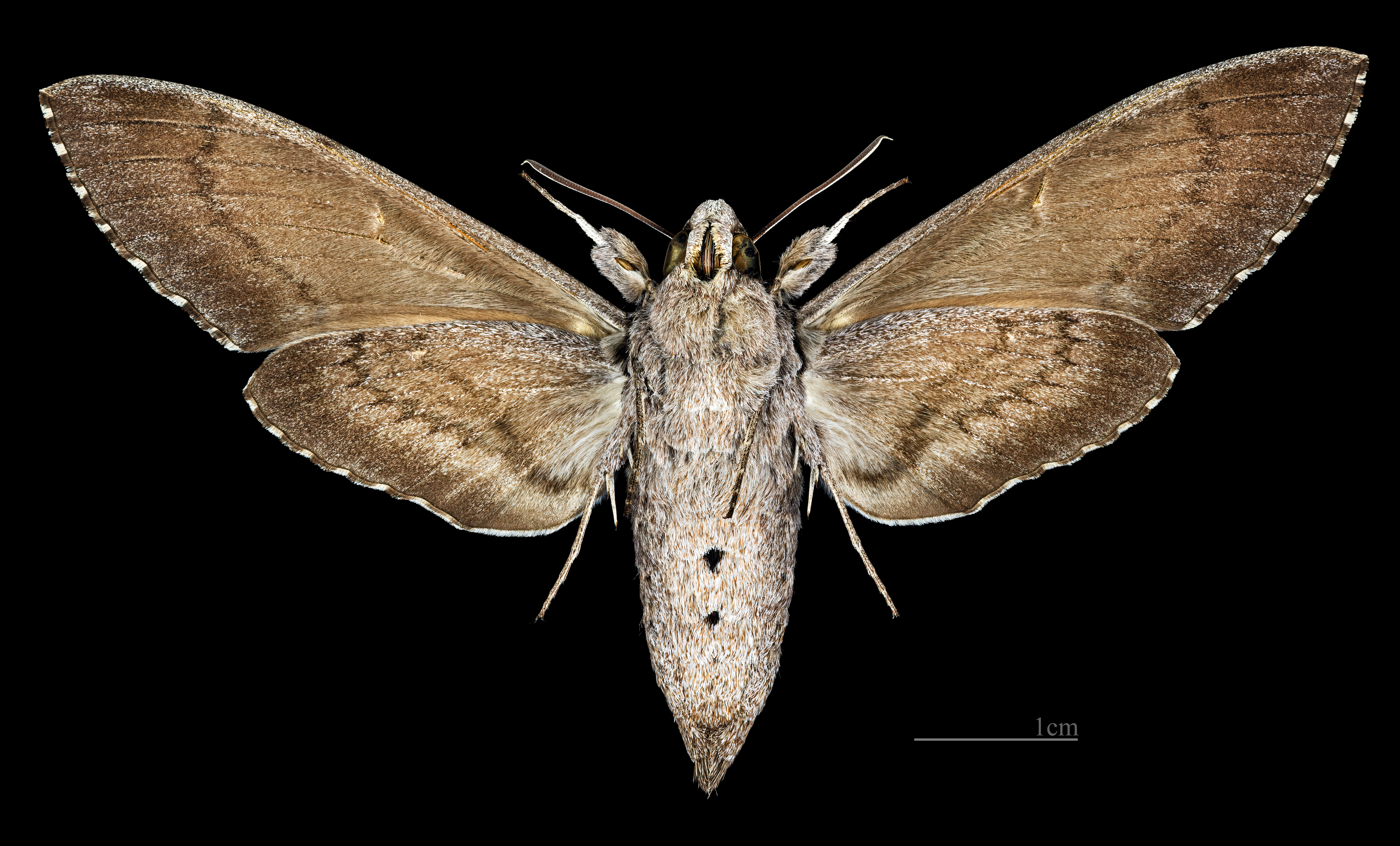
♀ △

## Verspreiding en leefgebied
De vlinder is wijdverspreid over heel Europa, Noord-Afrika en Azië, in de koudere gebieden komt hij alleen als zwerver voor zoals in Nederland en België.
De vliegtijd is van april tot en met oktober, en vliegt in de vroege avond en 's ochtends vroeg. Overdag is de vlinder rustend aan te treffen op muren of beschutte plaatsen.

## Rups en zijn waardplanten

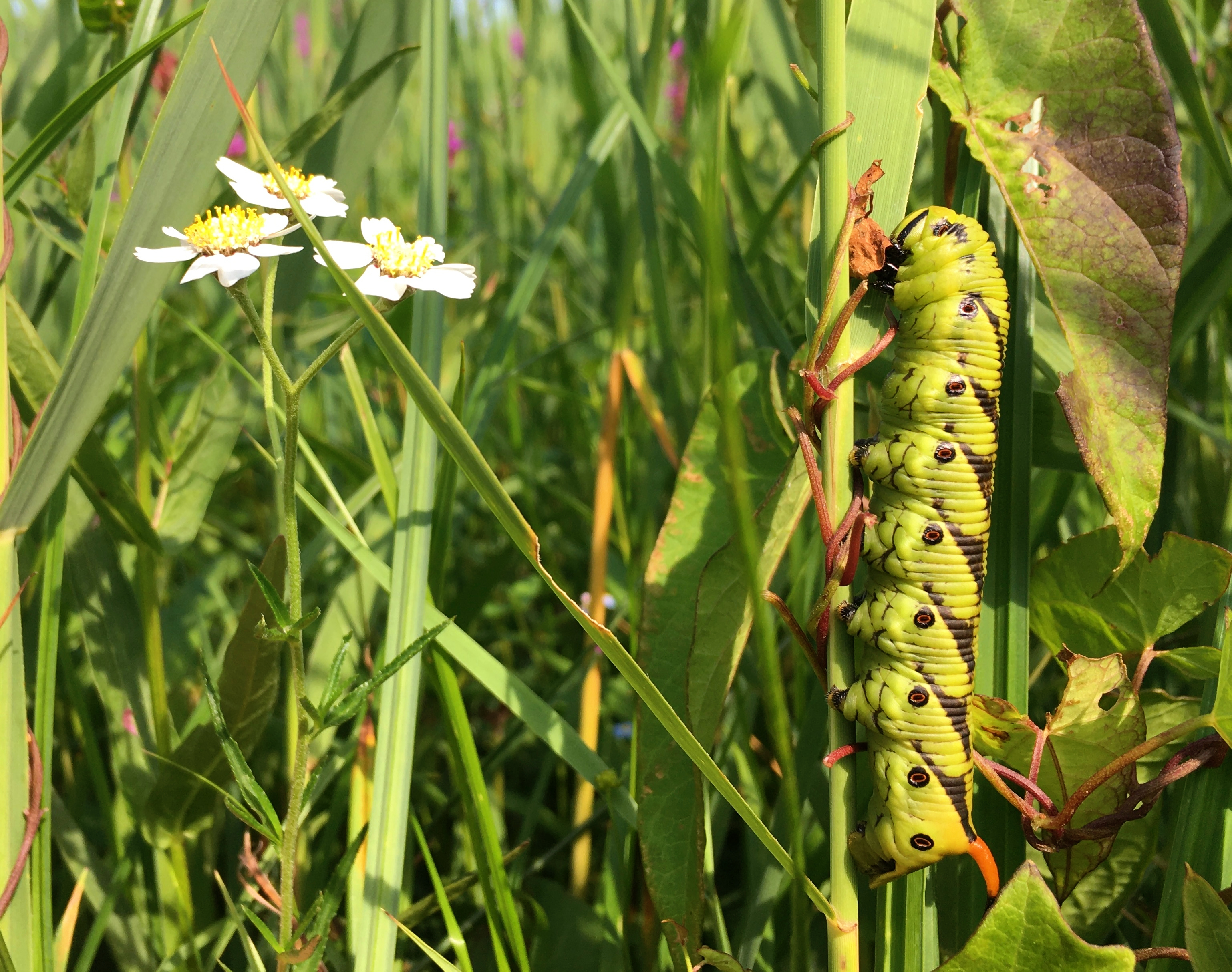
Een rups, etend van haagwinde in een rietruigte.

De rups kan 10 cm lang worden en heeft veel verschillende kleurvormen, meestal groen met zwarte of oranje strepen of bruin. Soms is hij helemaal zwart. Hij leeft van akkerwinde (Convolvulus arvensis), haagwinde (Convolvulus sepium) en dagbloemen (Ipomoea) uit de windefamilie (Convolvulaceae).
De glimmende bruine cocon heeft een speciale buis voor de tong.